# Amomum holmesii
Amomum holmesii är en enhjärtbladig växtart som beskrevs av Karl Moritz Schumann. Amomum holmesii ingår i släktet Amomum och familjen Zingiberaceae. Inga underarter finns listade i Catalogue of Life.